# Liste des ponts sur la Seine
Cette liste contient les ponts présents sur la Seine et ses bras. Elle est donnée par département de l'aval du fleuve vers son amont et précise pour chaque pont le nom des communes qu'il relie en commençant par celle située sur la rive gauche du cours d'eau.

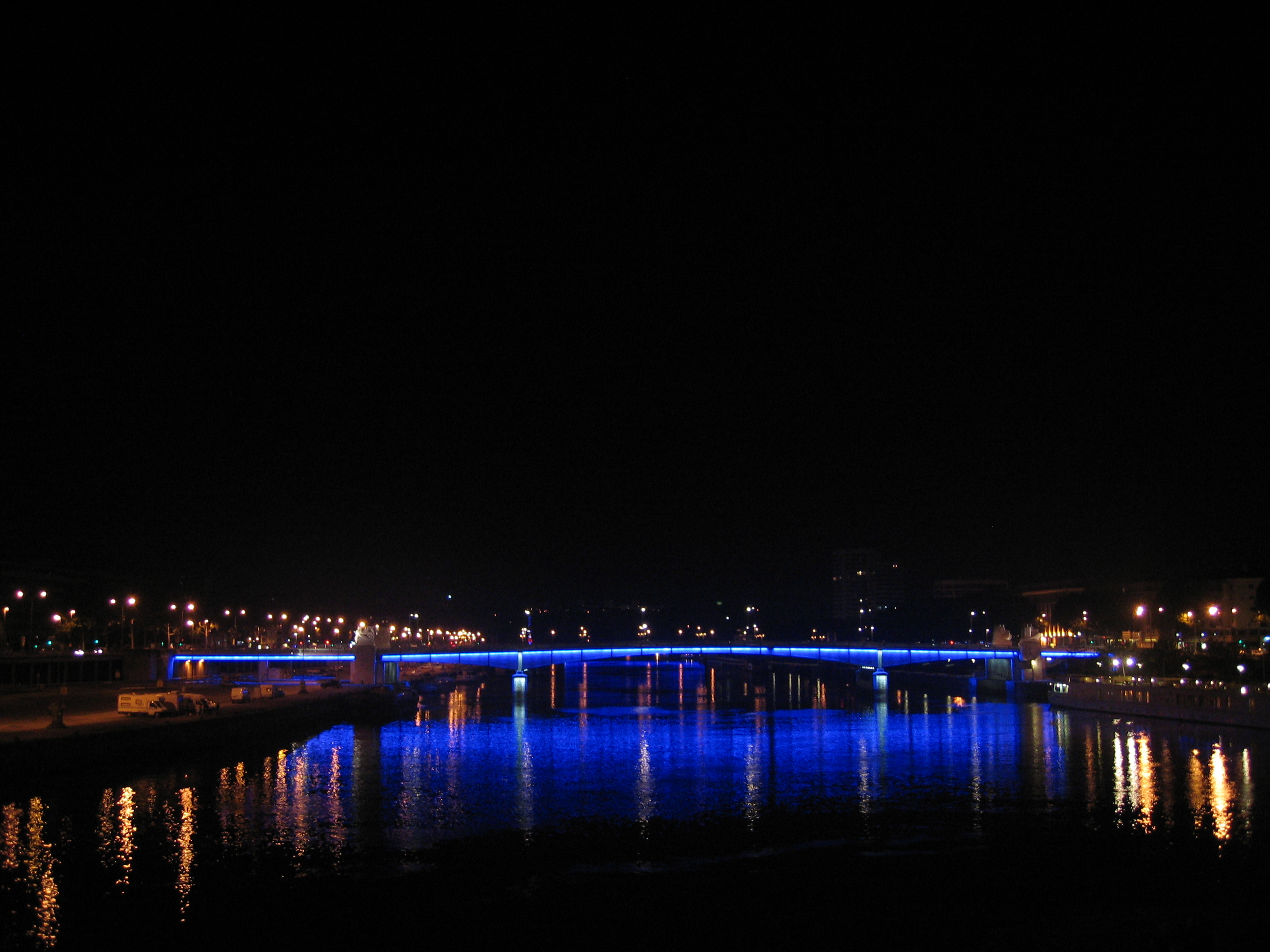
Le pont Boieldieu à Rouen, de nuit.

On en dénombre environ 257, de toutes sortes :
- voies routières ou autoroutières  +
- voies ferrées
- passerelles piétonnes
- ponts mixtes (route + rail)   +

Certains relient une berge à une île et ne franchissent donc qu'un bras. D'autres sont en ruine et infranchissables.

Certains ponts sont inscrits ou classés aux monuments historiques, ou encore répertoriés dans l’inventaire général du patrimoine culturel du Ministère de la Culture :
- pont inscrit
- pont classé

Cette liste n'indique pas les ponts présents au-dessus des affluents de la Seine.

## Liste
| Image                                                                        | Pont                                               | Rive gauche                         | Milieu                       | Rive droite                            | Longueur totale           | Localisation                | Type du pont                       | Route/ ligne ferroviaire | Année                     | Monument historique                                                                          | Commentaire |
| Calvados / Seine-Maritime                                                    | Calvados / Seine-Maritime                          | Calvados / Seine-Maritime           | Calvados / Seine-Maritime    | Calvados / Seine-Maritime              | Calvados / Seine-Maritime | Calvados / Seine-Maritime   | Calvados / Seine-Maritime          | Calvados / Seine-Maritime | Calvados / Seine-Maritime | Calvados / Seine-Maritime                                                                    | Calvados / Seine-Maritime |
| ---------------------------------------------------------------------------- | -------------------------------------------------- | ----------------------------------- | ---------------------------- | -------------------------------------- | ------------------------- | --------------------------- | ---------------------------------- | --- | ------------------------- | -------------------------------------------------------------------------------------------- | --- |
| plus d'images                                                                | Pont de Normandie                                  | Honfleur                            |                              | Le Havre                               | 2 141 m                   | 49° 26′ 09″ N, 0° 16′ 28″ E |                                    | A29 N 1029 | 1995                      |                                                                                              | |
| Eure / Seine-Maritime (aval)                                                 |                                                    |                                     |                              |                                        |                           |                             |                                    | |                           |                                                                                              | |
| plus d'images                                                                | Pont de Tancarville                                | Quillebeuf-sur-Seine                |                              | Tancarville                            | 1 420 m                   | 49° 28′ 23″ N, 0° 27′ 51″ E | pont suspendu                      | N 182 | 1959                      |                                                                                              | |
| Seine-Maritime                                                               |                                                    |                                     |                              |                                        |                           |                             |                                    | |                           |                                                                                              | |
| plus d'images                                                                | Pont de Brotonne                                   | Arelaune-en-Seine                   |                              | Rives-en-Seine                         | 1 278 m                   | 49° 31′ 14″ N, 0° 44′ 50″ E | pont à haubans                     | D 490 | 1977                      |                                                                                              | |
| plus d'images                                                                | Pont Gustave-Flaubert                              | Rouen                               |                              | Rouen                                  | 670 m                     | 49° 26′ 37″ N, 1° 03′ 50″ E | pont levant                        | N 1338 | 2008                      |                                                                                              | dernier pont laissant passer les navires de grande hauteur                                                                                  |
| plus d'images                                                                | Pont Guillaume-le-Conquérant                       | Rouen                               |                              | Rouen                                  | 240 m                     | 49° 26′ 24″ N, 1° 04′ 51″ E |                                    | N 138 | 1970                      |                                                                                              | |
| plus d'images                                                                | Pont Jeanne-d'Arc                                  | Rouen                               |                              | Rouen                                  |                           | 49° 26′ 17″ N, 1° 05′ 17″ E | Tram de Rouen                      | | 1956                      |                                                                                              | |
| plus d'images                                                                | Pont Boieldieu                                     | Rouen                               |                              | Rouen                                  | 240 m                     | 49° 26′ 14″ N, 1° 05′ 28″ E |                                    | | 1955                      |                                                                                              | |
| plus d'images                                                                | Pont Pierre-Corneille                              | Rouen                               | île Lacroix                  | Rouen                                  | 288 m                     | 49° 26′ 09″ N, 1° 05′ 44″ E |                                    | D 840 | 1952                      |                                                                                              | |
|                                                                              | Pont Mathilde                                      | Rouen                               | île Lacroix                  | Rouen                                  | 585 m                     | 49° 25′ 54″ N, 1° 06′ 12″ E |                                    | D 6028 | 1979                      |                                                                                              | |
| plus d'images                                                                | Viaduc d'Eauplet                                   | Sotteville-lès-Rouen                | île Lacroix                  | Bonsecours                             | 356 m                     | 49° 25′ 36″ N, 1° 06′ 33″ E |                                    | Ligne de Paris-Saint-Lazare au Havre                                                                                               | 1946                      |                                                                                              | reconstruit en 1946 |
| Image manquante                                                              | Viaduc de Tourville                                | Île aux Bœufs (Seine)               |                              | Tourville-la-Rivière                   | 185 m                     | 49° 20′ 13″ N, 1° 06′ 09″ E |                                    | Ligne de Paris-Saint-Lazare au Havre Ligne de Serquigny à Oissel                                                                   |                           |                                                                                              | |
| Image manquante                                                              | Viaduc ferroviaire d'Oissel                        | Oissel                              |                              | Île aux Bœufs (Seine)                  | 186 m                     | 49° 20′ 19″ N, 1° 06′ 08″ E |                                    | Ligne de Paris-Saint-Lazare au Havre Ligne de Serquigny à Oissel                                                                   |                           |                                                                                              | |
| Image manquante                                                              | Pont d'Oissel                                      | Tourville-la-Rivière                | Île aux Bœufs (Seine)        | Oissel                                 | 560 m                     | 49° 20′ 14″ N, 1° 06′ 07″ E |                                    | D 13 |                           |                                                                                              | deux ponts successifs sur les deux bras de la Seine séparés par l'île aux Bœufs                                                             |
| plus d'images                                                                | Viaduc d'Oissel                                    | Oissel                              | île Sainte-Catherine (Seine) | Tourville-la-Rivière                   | 360 m                     | 49° 19′ 58″ N, 1° 04′ 52″ E |                                    | A13 |                           |                                                                                              | franchit les deux bras de la Seine séparés par l'île Sainte-Catherine                                                                       |
|                                                                              | Viaduc d'Orival                                    | Orival                              |                              | Saint-Aubin-lès-Elbeuf                 | 300 m                     | 49° 18′ 36″ N, 0° 59′ 56″ E |                                    | Ligne de Serquigny à Oissel |                           |                                                                                              | |
|                                                                              | Pont Guynemer                                      | Elbeuf                              |                              | Elbeuf                                 | 180 m                     | 49° 17′ 38″ N, 1° 00′ 16″ E | pont suspendu                      | D 7 | 1843-1940 1953            |                                                                                              | |
| Image manquante                                                              | Pont Jean-Jaurès                                   | Elbeuf                              |                              | Saint-Aubin-lès-Elbeuf                 | 200 m                     | 49° 17′ 37″ N, 1° 00′ 38″ E | pont à poutres                     | D 144 | 1864-1940 1964            |                                                                                              | |
| Eure / Seine-Maritime (amont)                                                |                                                    |                                     |                              |                                        |                           |                             |                                    | |                           |                                                                                              | |
|                                                                              | Viaduc de Criquebeuf                               | Criquebeuf-sur-Seine                | Île Launy                    | Sotteville-sous-le-Val                 | 512,60 m                  | 49° 18′ 34″ N, 1° 06′ 46″ E |                                    | A13 |                           |                                                                                              | Franchit simultanément la Seine et l'Eure parallèles, séparés par l'île Launy.                                                              |
| Eure                                                                         |                                                    |                                     |                              |                                        |                           |                             |                                    | |                           |                                                                                              | |
|                                                                              | Pont de Pont-de-l'Arche                            | Pont-de-l'Arche                     | île Saint-Pierre             | Igoville                               | 300 m                     | 49° 18′ 25″ N, 1° 09′ 31″ E |                                    | D 6015 |                           |                                                                                              | Le même pont franchit l'Eure |
| Image manquante                                                              | Pont du Manoir                                     | Le Manoir                           |                              | Le Manoir                              | 200 m                     | 49° 18′ 32″ N, 1° 11′ 54″ E |                                    | Ligne de Paris-Saint-Lazare au Havre                                                                                               |                           |                                                                                              | |
|                                                                              | Passerelle de l'écluse d'Amfreville                | Poses                               | Grande Île (Poses)           | Amfreville-sous-les-Monts              | 235 m                     | 49° 18′ 42″ N, 1° 14′ 15″ E |                                    | |                           |                                                                                              | |
| plus d'images                                                                | Pont de Saint-Pierre-du-Vauvray                    | Saint-Pierre-du-Vauvray             | Île du Bac                   | Andé                                   | 131 m                     | 49° 13′ 50″ N, 1° 13′ 37″ E | pont en arc                        | D 313 | 1947                      | « PA00099572 », notice no PA00099572                                                         | reconstruction à l'identique en 1946, deux ponts successifs sur les deux bras de la Seine séparés par l'île du Bac                          |
| Image manquante                                                              | Passerelle Muids-Bernières                         | Les Trois Lacs                      |                              | Muids                                  | 300 m                     | 49° 14′ 09″ N, 1° 19′ 52″ E | Destinée au transport de granulats | |                           |                                                                                              | |
|                                                                              | Pont suspendu des Andelys                          | Les Trois Lacs                      |                              | Les Andelys                            | 150 m                     | 49° 14′ 11″ N, 1° 23′ 56″ E | pont suspendu                      | D 135 | 1947                      |                                                                                              | |
| Pont sur la Seine entre Le Val d'Hazey et Courcelles - Eure                  | Pont de Courcelles-sur-Seine                       | Le Val d'Hazey                      |                              | Courcelles-sur-Seine                   | 211 m                     | 49° 10′ 45″ N, 1° 21′ 13″ E |                                    | D 316 | vers 1843 - 1940 - 1966   |                                                                                              | |
|                                                                              | Passerelle de l'écluse de Notre-Dame-de-la-Garenne | Saint-Pierre-la-Garenne             | Île Besac                    | Port-Mort                              |                           | 49° 10′ 10″ N, 1° 23′ 14″ E |                                    | | 1889                      |                                                                                              | |
| plus d'images                                                                | Vieux pont de Vernon                               | Vernon                              | Île du Talus                 | Vernon                                 |                           | 49° 05′ 51″ N, 1° 29′ 17″ E | accès non public                   | | XIIe siècle               |                                                                                              | En ruine. Subsiste une arche, rive droite                                                                                                   |
| plus d'images                                                                | Pont Clemenceau                                    | Vernon                              |                              | Vernon                                 | 250 m                     | 49° 05′ 45″ N, 1° 29′ 16″ E |                                    | D 181 | 1950                      |                                                                                              | |
| Yvelines / Val-d'Oise                                                        |                                                    |                                     |                              |                                        |                           |                             |                                    | |                           |                                                                                              | |
| plus d'images                                                                | Anciens ponts de La Roche-Guyon                    | Moisson                             |                              | La Roche-Guyon                         | 320 m                     | 49° 04′ 45″ N, 1° 37′ 54″ E | pont en arc                        | | 1840-1914 1934-1940       |                                                                                              | Détruit en 1940 (non reconstruit). |
| Yvelines                                                                     |                                                    |                                     |                              |                                        |                           |                             |                                    | |                           |                                                                                              | |
| plus d'images                                                                | Pont de Bonnières                                  | Bonnières-sur-Seine                 | Grande Île                   | Bennecourt                             |                           | 49° 02′ 17″ N, 1° 34′ 17″ E |                                    | D 201 |                           |                                                                                              | |
| Image manquante                                                              | Pont entre l'île aux Dames et l'île l'Aumône       | île l'Aumône à Mantes-la-Jolie      |                              | île aux Dames à Mantes-la-Jolie        |                           | 48° 59′ 48″ N, 1° 43′ 14″ E |                                    | |                           |                                                                                              | |
|                                                                              | Pont Neuf de Mantes                                | Mantes-la-Jolie                     | île aux Dames                | Limay                                  | 405 m                     | 48° 59′ 07″ N, 1° 43′ 46″ E |                                    | D 983a | 1945                      |                                                                                              | |
| Image manquante                                                              | Passerelle Mantes-la-Jolie - Limay                 | Mantes-la-Jolie                     | île aux Dames                | Limay                                  |                           | 48° 59′ 07″ N, 1° 43′ 46″ E |                                    | | 2018-2019                 |                                                                                              | |
| plus d'images                                                                | Vieux pont de Limay                                | île aux Dames à Mantes-la-Jolie     |                              | Limay                                  |                           | 48° 59′ 31″ N, 1° 43′ 32″ E |                                    | | XIe siècle                | Notice no PA00087518                                                                         | L'un des plus anciens ponts de France (deux arches non reconstruites)                                                                       |
| Image manquante                                                              | Viaduc de Limay                                    | Mantes-la-Jolie                     | île aux Dames                | Limay                                  |                           | 48° 59′ 08″ N, 1° 43′ 46″ E |                                    | D 983 |                           |                                                                                              | |
| Image manquante                                                              | Pont ferroviaire de Limay                          | Mantes-la-Jolie                     | île aux Dames                | Limay                                  | 500 m                     | 48° 58′ 58″ N, 1° 43′ 50″ E |                                    | Ligne de Paris-Saint-Lazare à Mantes-Station par Conflans-Sainte-Honorine                                                          |                           |                                                                                              | |
| plus d'images                                                                | Pont de Rangiport                                  | Épône                               | île de Rangiport             | Gargenville                            |                           | 48° 58′ 58″ N, 1° 43′ 50″ E |                                    | D 130 |                           |                                                                                              | |
|                                                                              | Pont Rhin et Danube                                | Les Mureaux                         | île Belle                    | Meulan-en-Yvelines                     | 520 m                     | 49° 00′ 04″ N, 1° 54′ 24″ E |                                    | D 14 | 1957                      |                                                                                              | |
|                                                                              | Pont aux Perches                                   | île du Fort                         |                              | Meulan-en-Yvelines                     | 100 m                     | 49° 00′ 12″ N, 1° 54′ 35″ E |                                    | | XIIe siècle               |                                                                                              | vieux pont du XIIe siècle |
|                                                                              | Pont Saint-Côme                                    | île du Fort à Meulan-en-Yvelines    |                              | île Belle à Meulan-en-Yvelines         |                           | 49° 00′ 06″ N, 1° 54′ 28″ E |                                    | |                           |                                                                                              | |
| Image manquante                                                              | Pont de l'île de Vaux                              | île de Vaux                         |                              | Vaux-sur-Seine                         |                           | 49° 00′ 17″ N, 1° 57′ 47″ E |                                    | |                           |                                                                                              | pont privé |
| plus d'images                                                                | Pont suspendu de Triel                             | Triel-sur-Seine                     |                              | Triel-sur-Seine                        |                           | 48° 58′ 43″ N, 2° 00′ 05″ E | pont suspendu                      | | 1956                      |                                                                                              | |
|                                                                              | Pont de Triel-sur-Seine                            | Vernouillet                         | île d'Hernière               | Triel-sur-Seine                        | 635 m                     | 48° 58′ 03″ N, 2° 00′ 05″ E |                                    | D 1 | 2003                      |                                                                                              | Viaduc routier rocade D1 |
| plus d'images                                                                | Pont de Villennes                                  | Villennes-sur-Seine                 |                              | île de Villennes à Villennes-sur-Seine |                           | 48° 56′ 22″ N, 2° 00′ 01″ E |                                    | | XVIIIe siècle             |                                                                                              | |
| plus d'images                                                                | Pont de l'île de Migneaux                          | île de Migneaux                     |                              | Poissy                                 | 52,8 m                    | 48° 55′ 42″ N, 2° 01′ 39″ E | Pont bow-string                    | | 1932                      | « IA78000371 », notice no IA78000371 Inventaire général                                      | |
| Image manquante                                                              | Passerelle de l'île de Migneaux                    | île de Migneaux                     |                              | Poissy                                 | 66 m                      | 48° 55′ 48″ N, 2° 01′ 54″ E |                                    | |                           |                                                                                              | |
|                                                                              | Passerelle Poissy - Carrières-sous-Poissy          | Carrières-sous-Poissy               | îlot du Petit-Robinson       | Poissy                                 | 400 m                     | 48° 56′ 02″ N, 2° 02′ 13″ E | passerelle                         | | XXIe siècle               |                                                                                              | Projet de passerelle piétonnière et cyclable, mise en service prévue en 2025.                                                               |
| plus d'images                                                                | Ancien pont de Poissy                              | Carrières-sous-Poissy               | îlot du Petit-Robinson       | Poissy                                 | 400 m                     | 48° 56′ 02″ N, 2° 02′ 13″ E | pont en maçonnerie                 | | XIIIe siècle              | « PA00087389 », notice no PA00087389 « PA00087572 », notice no PA00087572                    | partiellement détruit en 1944, subsistent trois arches et quatre piles côté Poissy ainsi que trois arches du côté de Carrières-sous-Poissy. |
| plus d'images                                                                | Pont de Poissy                                     | Carrières-sous-Poissy               |                              | Poissy                                 | 185 m                     | 48° 56′ 11″ N, 2° 02′ 19″ E |                                    | D 190 | 1949                      | « IA78000542 », notice no IA78000542                                                         | |
| plus d'images                                                                | Viaduc Joly                                        | Conflans-Sainte-Honorine            |                              | Conflans-Sainte-Honorine               | 185 m                     | 48° 59′ 13″ N, 2° 04′ 31″ E |                                    | ligne d'Achères à Pontoise | 1946                      |                                                                                              | |
| plus d'images                                                                | Pont de Conflans                                   | Conflans-Sainte-Honorine            |                              | Conflans-Sainte-Honorine               | 350 m                     | 48° 59′ 20″ N, 2° 04′ 56″ E |                                    | N 184 | 1950                      |                                                                                              | |
| plus d'images                                                                | Passerelle Saint-Nicolas                           | Conflans-Sainte-Honorine            |                              | Conflans-Sainte-Honorine               | 160 m                     | 48° 59′ 20″ N, 2° 04′ 58″ E |                                    | | 1985                      |                                                                                              | |
| plus d'images                                                                | Pont de Maisons-Laffitte                           | Maisons-Laffitte                    |                              | Sartrouville                           | 190 m                     | 48° 56′ 41″ N, 2° 09′ 29″ E |                                    | D 308 |                           |                                                                                              | |
| plus d'images                                                                | Passerelle de Maisons-Laffitte                     | Maisons-Laffitte                    |                              | île de la Commune à Maisons-Laffitte   |                           | 48° 56′ 35″ N, 2° 09′ 01″ E |                                    | |                           |                                                                                              | Pont sur le petit bras de la Seine |
| plus d'images                                                                | Pont ferroviaire de Maisons-Laffitte               | Maisons-Laffitte                    | île de la Commune            | Sartrouville                           |                           | 48° 56′ 33″ N, 2° 08′ 57″ E |                                    | Ligne de Paris-Saint-Lazare au Havre                                                                                               |                           |                                                                                              | |
| plus d'images                                                                | Passerelle de Maisons-Laffitte (rue Johnson)       | Maisons-Laffitte                    |                              | île de la Commune à Maisons-Laffitte   |                           | 48° 56′ 24″ N, 2° 08′ 43″ E |                                    | |                           |                                                                                              | Pont sur le petit bras de la Seine |
| plus d'images                                                                | Passerelle de l'île de la Borde                    | Le Mesnil-le-Roi                    |                              | île de la Borde                        |                           | 48° 56′ 10″ N, 2° 08′ 22″ E |                                    | |                           |                                                                                              | Pont sur le petit bras de la Seine |
|                                                                              | Viaduc autoroutier de Montesson                    | Le Mesnil-le-Roi                    |                              | Montesson                              |                           | 48° 55′ 04″ N, 2° 07′ 12″ E |                                    | A14 |                           |                                                                                              | |
| plus d'images                                                                | Viaduc ferroviaire du Pecq                         | Le Pecq                             | île Corbière                 | Le Pecq                                |                           | 48° 54′ 12″ N, 2° 06′ 40″ E | RATP                               | RER A |                           |                                                                                              | |
| plus d'images                                                                | Pont du Pecq                                       | Le Pecq                             |                              | Le Pecq                                | 176 m                     | 48° 53′ 52″ N, 2° 06′ 30″ E |                                    | D 186 | 1963                      |                                                                                              | |
| plus d'images                                                                | Pont de l'île de la Loge                           | Bougival                            |                              | île de la Loge à Bougival              |                           | 48° 52′ 18″ N, 2° 07′ 31″ E |                                    | |                           |                                                                                              | |
| plus d'images                                                                | Passerelle de l'île de la Loge                     | Bougival                            |                              | île de la Loge à Bougival              |                           | 48° 52′ 11″ N, 2° 07′ 49″ E |                                    | |                           |                                                                                              | La passerelle est démontée |
| plus d'images                                                                | Pont du Maréchal-de-Lattre-de-Tassigny             | Bougival                            | île de la Chaussée           | Croissy-sur-Seine                      | 340 m                     | 48° 52′ 13″ N, 2° 08′ 14″ E |                                    | D 321 |                           |                                                                                              | |
| Hauts-de-Seine / Yvelines                                                    |                                                    |                                     |                              |                                        |                           |                             |                                    | |                           |                                                                                              | |
| plus d'images                                                                | Pont ferroviaire de Chatou                         | Rueil-Malmaison                     | île des Impressionnistes     | Chatou                                 | 470 m                     | 48° 53′ 08″ N, 2° 09′ 48″ E | RATP                               | RER A Ligne de Paris-Saint-Lazare à Saint-Germain-en-Laye                                                                          |                           | « IA00064584 », notice no IA00064584 Inventaire général                                      | |
| plus d'images                                                                | Pont de Chatou                                     | Rueil-Malmaison                     | île des Impressionnistes     | Chatou                                 | 240 m                     | 48° 53′ 18″ N, 2° 09′ 47″ E |                                    | D 986 |                           |                                                                                              | |
| plus d'images                                                                | Viaduc de Carrières-sur-Seine                      | Nanterre                            | île Fleurie                  | Carrières-sur-Seine                    |                           | 48° 54′ 21″ N, 2° 11′ 41″ E |                                    | A14 | 1996                      |                                                                                              | |
| plus d'images                                                                | Viaduc ferroviaire de Nanterre                     | Nanterre                            | île Saint-Martin             | Carrières-sur-Seine                    | 450,5 m                   | 48° 54′ 25″ N, 2° 11′ 47″ E |                                    | Ligne de Nanterre-Université à Sartrouville                                                                                        |                           |                                                                                              | |
| Hauts-de-Seine / Val-d'Oise                                                  |                                                    |                                     |                              |                                        |                           |                             |                                    | |                           |                                                                                              | |
| plus d'images                                                                | Pont ferroviaire des Anglais                       | Nanterre                            | île Saint-Martin             | Bezons                                 |                           | 48° 54′ 38″ N, 2° 12′ 19″ E |                                    | Ligne de Paris-Saint-Lazare à Saint-Germain-en-Laye                                                                                | 1841                      |                                                                                              | |
| plus d'images                                                                | Pont de Bezons                                     | Colombes                            |                              | Bezons                                 |                           | 48° 55′ 14″ N, 2° 13′ 13″ E |                                    | D 392 Tramway T2 | 1953 2009                 |                                                                                              | |
| plus d'images                                                                | Pont-aqueduc de Colombes                           | Colombes                            |                              | Argenteuil                             |                           | 48° 55′ 58″ N, 2° 14′ 31″ E |                                    | D 15 |                           |                                                                                              | |
| plus d'images                                                                | Pont d'Argenteuil                                  | Gennevilliers                       |                              | Argenteuil                             |                           | 48° 56′ 25″ N, 2° 15′ 18″ E |                                    | D 909 |                           |                                                                                              | |
| plus d'images                                                                | Pont ferroviaire d'Argenteuil                      | Gennevilliers                       |                              | Argenteuil                             | 200 m                     | 48° 56′ 36″ N, 2° 15′ 38″ E |                                    | Lignes Paris - Mantes par Conflans Paris - Ermont-Eaubonne                                                                         | 1877                      |                                                                                              | |
| plus d'images                                                                | Viaduc de Gennevilliers                            | Gennevilliers                       |                              | Argenteuil                             | 1 622 m                   | 48° 56′ 59″ N, 2° 16′ 49″ E |                                    | A15 | 1976 1991                 |                                                                                              | doublé en 1991 |
| Hauts-de-Seine / Seine-Saint-Denis                                           |                                                    |                                     |                              |                                        |                           |                             |                                    | |                           |                                                                                              | |
| plus d'images                                                                | Pont ferroviaire d'Épinay                          | Gennevilliers                       | L'Île-Saint-Denis            | Épinay-sur-Seine                       | 290 m                     | 48° 57′ 07″ N, 2° 18′ 07″ E |                                    | Ligne Vallée de Montmorency - Invalides                                                                                            |                           |                                                                                              | |
|                                                                              | Pont d'Épinay                                      | Gennevilliers                       | L'Île-Saint-Denis            | Épinay-sur-Seine                       | 350 m                     | 48° 57′ 05″ N, 2° 18′ 25″ E |                                    | D 911 |                           |                                                                                              | |
| plus d'images                                                                | Pont de l'île Saint-Denis                          | Villeneuve-la-Garenne               | L'Île-Saint-Denis            | Saint-Denis                            |                           | 48° 56′ 09″ N, 2° 20′ 30″ E |                                    | D 986 | 1905                      |                                                                                              | |
|                                                                              | Viaduc autoroutier de L'Île-Saint-Denis            | Villeneuve-la-Garenne               | L'Île-Saint-Denis            | Saint-Denis                            |                           | 48° 55′ 37″ N, 2° 20′ 06″ E |                                    | A86 |                           |                                                                                              | |
|                                                                              | Pont de Saint-Ouen-les-Docks                       | Gennevilliers                       | L'Île-Saint-Denis            | Saint-Ouen-sur-Seine                   |                           | 48° 55′ 07″ N, 2° 19′ 44″ E |                                    | |                           |                                                                                              | |
| plus d'images                                                                | Pont ferroviaire de Saint-Ouen                     | Asnières-sur-Seine                  |                              | Saint-Ouen-sur-Seine                   |                           | 48° 54′ 55″ N, 2° 19′ 02″ E | SNCF                               | Ligne de La Plaine à Ermont - Eaubonne                                                                                             |                           |                                                                                              | |
| Hauts-de-Seine (aval)                                                        |                                                    |                                     |                              |                                        |                           |                             |                                    | |                           |                                                                                              | |
| plus d'images                                                                | Pont de Gennevilliers                              | Asnières-sur-Seine                  |                              | Clichy                                 | 160 m                     | 48° 54′ 47″ N, 2° 18′ 39″ E |                                    | D 17 |                           |                                                                                              | |
| plus d'images                                                                | Pont de Clichy                                     | Asnières-sur-Seine                  |                              | Clichy                                 | 160 m                     | 48° 54′ 35″ N, 2° 17′ 58″ E |                                    | D 19 | 1975                      |                                                                                              | inauguré en 1866 puis dans sa forme actuelle en 1975                                                                                        |
|                                                                              | Viaduc métro de Clichy                             | Asnières-sur-Seine                  |                              | Clichy                                 |                           | 48° 54′ 34″ N, 2° 17′ 58″ E | RATP                               | (M) · (13) | 1980                      |                                                                                              | Réalisé immédiatement en amont du pont de Clichy à l'ouest ors du prolongement de la ligne à Asnières - Gennevilliers - Gabriel-Péri        |
| plus d'images                                                                | Pont d'Asnières                                    | Asnières-sur-Seine                  |                              | Clichy                                 | 190 m                     | 48° 54′ 15″ N, 2° 17′ 19″ E |                                    | D 909 | 1887                      |                                                                                              | |
| plus d'images                                                                | Pont ferroviaire d'Asnières                        | Asnières-sur-Seine                  |                              | Clichy                                 |                           | 48° 54′ 13″ N, 2° 17′ 14″ E | SNCF                               | Lignes: Paris-St-Lazare - Versailles Paris - St-Germain-en-L. Paris - Ermont-Eaubonne Paris - Le Havre Paris - Mantes par conflans |                           |                                                                                              | |
| plus d'images                                                                | Pont de Levallois                                  | Courbevoie                          |                              | Levallois-Perret                       |                           | 48° 54′ 01″ N, 2° 16′ 38″ E |                                    | D 9bis | 1919                      |                                                                                              | |
| plus d'images                                                                | Passerelle piétonne de Levallois                   | île de la Jatte                     |                              | Levallois-Perret                       |                           | 48° 53′ 54″ N, 2° 16′ 31″ E |                                    | |                           |                                                                                              | |
| plus d'images                                                                | Pont de Courbevoie                                 | Courbevoie                          | île de la Jatte              | Neuilly-sur-Seine                      | 370 m                     | 48° 53′ 46″ N, 2° 15′ 55″ E |                                    | D 908 | 1924                      |                                                                                              | |
| plus d'images                                                                | Passerelle piétonne de Neuilly                     | île de la Jatte                     |                              | Neuilly-sur-Seine                      |                           | 48° 53′ 26″ N, 2° 15′ 38″ E |                                    | |                           |                                                                                              | |
| plus d'images                                                                | Pont de Neuilly                                    | La Défense                          | île de Puteaux               | Neuilly-sur-Seine                      | 154 m                     | 48° 53′ 12″ N, 2° 15′ 17″ E | RATP                               | N 13 | 1992                      |                                                                                              | inauguré en 1606 puis dans sa forme actuelle en 1992                                                                                        |
| plus d'images                                                                | Pont de Puteaux                                    | Puteaux                             | île de Puteaux               | Neuilly-sur-Seine                      | 350 m                     | 48° 52′ 41″ N, 2° 14′ 35″ E |                                    | | 1980                      |                                                                                              | |
| Hauts-de-Seine / Paris                                                       |                                                    |                                     |                              |                                        |                           |                             |                                    | |                           |                                                                                              | |
| plus d'images                                                                | Pont de Suresnes                                   | Suresnes                            |                              | Paris 16e (Bois de Boulogne)           | 150 m                     | 48° 52′ 01″ N, 2° 13′ 46″ E |                                    | D 985 | 1942                      |                                                                                              | |
| plus d'images                                                                | Passerelle de l'Avre                               | Saint-Cloud                         |                              | Paris 16e (Bois de Boulogne)           |                           | 48° 51′ 11″ N, 2° 13′ 28″ E |                                    | | 1891                      |                                                                                              | fait partie de l'aqueduc de l'Avre |
| Hauts-de-Seine (amont)                                                       |                                                    |                                     |                              |                                        |                           |                             |                                    | |                           |                                                                                              | |
| plus d'images                                                                | Viaduc autoroutier de Saint-Cloud                  | Saint-Cloud                         |                              | Boulogne-Billancourt                   | 1 100 m                   | 48° 50′ 53″ N, 2° 13′ 32″ E |                                    | A13 | 1974                      |                                                                                              | |
| plus d'images                                                                | Pont de Saint-Cloud                                | Saint-Cloud                         |                              | Boulogne-Billancourt                   | 186 m                     | 48° 50′ 29″ N, 2° 13′ 25″ E |                                    | D 907 | 1940                      |                                                                                              | présence attestée dès 841 |
| plus d'images                                                                | Pont de Sèvres                                     | Sèvres                              |                              | Boulogne-Billancourt                   | 150 m                     | 48° 49′ 43″ N, 2° 13′ 38″ E |                                    | D 910 | 1963                      |                                                                                              | inauguré en 1684 puis dans sa forme actuelle en 1963                                                                                        |
|                                                                              | Pont Renault                                       | île Seguin                          |                              | Boulogne-Billancourt                   |                           | 48° 49′ 32″ N, 2° 13′ 57″ E |                                    | | 2009                      |                                                                                              | |
| plus d'images                                                                | Pont Seibert                                       | Meudon                              |                              | île Seguin                             |                           | 48° 49′ 18″ N, 2° 14′ 07″ E |                                    | | 1931                      |                                                                                              | |
| plus d'images                                                                | Pont Daydé                                         | île Seguin                          |                              | Boulogne-Billancourt                   |                           | 48° 49′ 25″ N, 2° 14′ 13″ E |                                    | | 1928                      |                                                                                              | |
| plus d'images                                                                | Pont de Billancourt                                | Issy-les-Moulineaux                 | île Saint-Germain            | Boulogne-Billancourt                   |                           | 48° 49′ 28″ N, 2° 14′ 56″ E |                                    | D 101 |                           |                                                                                              | |
| plus d'images                                                                | Passerelle de l'île Saint-Germain                  | Issy-les-Moulineaux                 |                              | île Saint-Germain                      |                           | 48° 49′ 32″ N, 2° 15′ 26″ E |                                    | |                           |                                                                                              | |
| plus d'images                                                                | Pont d'Issy                                        | Issy-les-Moulineaux                 | île Saint-Germain            | Boulogne-Billancourt                   |                           | 48° 49′ 49″ N, 2° 15′ 34″ E |                                    | D 50 |                           |                                                                                              | |
| Paris                                                                        |                                                    |                                     |                              |                                        |                           |                             |                                    | |                           |                                                                                              | |
| Article connexe : Liste des ponts de Paris sur la Seine .                    |                                                    |                                     |                              |                                        |                           |                             |                                    | |                           |                                                                                              | |
| plus d'images                                                                | Pont aval                                          | Paris 15e                           |                              | Paris 16e                              | 312,5 m                   | 48° 50′ 06″ N, 2° 15′ 50″ E |                                    | Boulevard périphérique | 1968                      |                                                                                              | |
| plus d'images                                                                | Pont du Garigliano                                 | Paris 15e                           |                              | Paris 16e                              | 209 m                     | 48° 50′ 22″ N, 2° 16′ 06″ E |                                    | | 1966                      |                                                                                              | remplace le viaduc d'Auteuil inauguré en 1863                                                                                               |
| plus d'images                                                                | Pont Mirabeau                                      | Paris 15e                           |                              | Paris 16e                              | 173 m                     | 48° 50′ 48″ N, 2° 16′ 32″ E |                                    | | 1897                      | « PA00086659 », notice no PA00086659                                                         | |
| plus d'images                                                                | Pont de Grenelle                                   | Paris 15e                           | île aux Cygnes (Paris 15e)   | Paris 16e                              | 220 m                     | 48° 51′ 01″ N, 2° 16′ 48″ E |                                    | | 1827                      |                                                                                              | |
| plus d'images                                                                | Pont Rouelle                                       | Paris 15e                           | île aux Cygnes (Paris 15e)   | Paris 16e                              | 173 m                     | 48° 51′ 08″ N, 2° 17′ 01″ E |                                    | Ligne d'Ermont - Eaubonne à Champ-de-Mars                                                                                          | 1900                      |                                                                                              | |
| plus d'images                                                                | Pont de Bir-Hakeim                                 | Paris 15e                           | île aux Cygnes (Paris 15e)   | Paris 16e                              | 237 m                     | 48° 51′ 20″ N, 2° 17′ 15″ E |                                    | (M) · (6) | 1905                      | « PA00086658 », notice no PA00086658                                                         | ancien viaduc de Passy inauguré en 1878, remplaçant la passerelle de Passy (piétonne)                                                       |
| plus d'images                                                                | Pont d'Iéna                                        | Paris 7e                            |                              | Paris 16e                              | 155 m                     | 48° 51′ 35″ N, 2° 17′ 32″ E |                                    | | 1814                      | « PA00088800 », notice no PA00088800                                                         | |
| plus d'images                                                                | Passerelle Debilly                                 | Paris 7e                            |                              | Paris 16e                              | 125 m                     | 48° 51′ 46″ N, 2° 17′ 49″ E |                                    | | 1900                      | « PA00088794 », notice no PA00088794                                                         | |
| plus d'images                                                                | Pont de l'Alma                                     | Paris 7e                            |                              | Paris 16e Paris 8e                     | 153 m                     | 48° 51′ 49″ N, 2° 18′ 06″ E |                                    | | 1974                      |                                                                                              | inauguré en 1856 puis dans sa forme actuelle en 1974                                                                                        |
| plus d'images                                                                | Pont des Invalides                                 | Paris 7e                            |                              | Paris 8e                               | 152 m                     | 48° 51′ 49″ N, 2° 18′ 37″ E |                                    | | 1856                      |                                                                                              | inauguré en 1829 puis dans sa forme actuelle en 1856                                                                                        |
| plus d'images                                                                | Pont Alexandre-III                                 | Paris 7e                            |                              | Paris 8e                               | 152 m                     | 48° 51′ 49″ N, 2° 18′ 49″ E |                                    | | 1900                      | « PA00088798 », notice no PA00088798                                                         | |
| plus d'images                                                                | Pont de la Concorde                                | Paris 7e                            |                              | Paris 8e                               | 153 m                     | 48° 51′ 48″ N, 2° 19′ 11″ E |                                    | | 1791                      | « PA00088799 », notice no PA00088799                                                         | |
| plus d'images                                                                | Passerelle Léopold-Sédar-Senghor                   | Paris 7e                            |                              | Paris 1er                              | 106 m                     | 48° 51′ 43″ N, 2° 19′ 29″ E |                                    | | 1999                      |                                                                                              | anciennement Passerelle Solférino inaugurée en 1869                                                                                         |
| plus d'images                                                                | Pont Royal                                         | Paris 7e                            |                              | Paris 1er                              | 110 m                     | 48° 51′ 36″ N, 2° 19′ 48″ E |                                    | | 1689                      | « PA00086000 », notice no PA00086000                                                         | inauguré en 1550 puis dans sa forme actuelle en 1689                                                                                        |
| plus d'images                                                                | Pont du Carrousel                                  | Paris 7e                            |                              | Paris 1er                              | 168 m                     | 48° 51′ 34″ N, 2° 19′ 59″ E |                                    | | 1939                      |                                                                                              | inauguré en 1834 puis dans sa forme actuelle en 1939                                                                                        |
| plus d'images                                                                | Pont des Arts                                      | Paris 6e                            |                              | Paris 1er                              | 155 m                     | 48° 51′ 30″ N, 2° 20′ 15″ E |                                    | | 1984                      | « PA00085998 », notice no PA00085998                                                         | inauguré en 1804 puis dans sa forme actuelle en 1984                                                                                        |
| plus d'images                                                                | Pont Neuf                                          | Paris 6e                            | Île de la Cité (Paris 1er)   | Paris 1er                              | 238 m                     | 48° 51′ 28″ N, 2° 20′ 31″ E |                                    | | 1607                      | « PA00085999 », notice no PA00085999                                                         | le plus ancien des ponts de Paris |
| plus d'images                                                                | Pont Saint-Michel                                  | Paris 6e Paris 5e                   |                              | Île de la Cité (Paris 1er Paris 4e)    | 62 m                      | 48° 51′ 14″ N, 2° 20′ 40″ E |                                    | | 1857                      |                                                                                              | inauguré en 1378 puis dans sa forme actuelle en 1857                                                                                        |
| plus d'images                                                                | Pont au Change                                     | Île de la Cité (Paris 1er Paris 4e) |                              | Paris 1er Paris 4e                     | 103 m                     | 48° 51′ 24″ N, 2° 20′ 48″ E |                                    | | 1860                      |                                                                                              | inauguré au IXe siècle puis dans sa forme actuelle en 1860                                                                                  |
| plus d'images                                                                | Petit-Pont                                         | Paris 5e                            |                              | Île de la Cité (Paris 4e)              | 32 m                      | 48° 51′ 12″ N, 2° 20′ 49″ E |                                    | | 1853                      |                                                                                              | présence attestée depuis le Ier siècle av. J.-C. puis inauguré dans sa forme actuelle en 1853                                               |
| plus d'images                                                                | Pont Notre-Dame                                    | Île de la Cité (Paris 4e)           |                              | Paris 4e                               | 106 m                     | 48° 51′ 22″ N, 2° 20′ 55″ E |                                    | | 1914                      |                                                                                              | présence attestée depuis la période gauloise puis inauguré dans sa forme actuelle en 1914                                                   |
| plus d'images                                                                | Pont au Double                                     | Paris 5e                            |                              | Île de la Cité (Paris 4e)              | 45 m                      | 48° 51′ 09″ N, 2° 20′ 54″ E |                                    | | 1626                      |                                                                                              | inauguré en 1626 |
| plus d'images                                                                | Pont d'Arcole                                      | Île de la Cité (Paris 4e)           |                              | Paris 4e                               | 80 m                      | 48° 51′ 20″ N, 2° 21′ 02″ E |                                    | | 1856                      |                                                                                              | inauguré en 1828 puis dans sa forme actuelle en 1856                                                                                        |
| plus d'images                                                                | Pont de l'Archevêché                               | Paris 5e                            |                              | Île de la Cité (Paris 4e)              | 68 m                      | 48° 51′ 06″ N, 2° 21′ 06″ E |                                    | | 1828                      |                                                                                              | |
| plus d'images                                                                | Pont Saint-Louis                                   | Île de la Cité (Paris 4e)           |                              | île Saint-Louis (Paris 4e)             | 67 m                      | 48° 51′ 10″ N, 2° 21′ 10″ E |                                    | | 1970                      |                                                                                              | inauguré en 1634 puis dans sa forme actuelle en 1970                                                                                        |
| plus d'images                                                                | Pont Louis-Philippe                                | île Saint-Louis (Paris 4e)          |                              | Paris 4e                               | 100 m                     | 48° 51′ 14″ N, 2° 21′ 16″ E |                                    | | 1862                      |                                                                                              | inauguré en 1834 puis dans sa forme actuelle en 1862                                                                                        |
| plus d'images                                                                | Pont de la Tournelle                               | Paris 5e                            |                              | île Saint-Louis (Paris 4e)             | 122 m                     | 48° 51′ 03″ N, 2° 21′ 20″ E |                                    | | 1930                      |                                                                                              | présence attestée dès le XVIIe siècle puis inauguré dans sa forme actuelle en 1930                                                          |
| plus d'images                                                                | Pont Marie                                         | île Saint-Louis (Paris 4e)          |                              | Paris 4e                               | 92 m                      | 48° 51′ 10″ N, 2° 21′ 27″ E |                                    | | 1635                      | « PA00086474 », notice no PA00086474                                                         | |
| plus d'images                                                                | Pont de Sully                                      | Paris 5e                            | île Saint-Louis (Paris 4e)   | Paris 4e                               | 256 m                     | 48° 50′ 59″ N, 2° 21′ 29″ E |                                    | | 1877                      |                                                                                              | à la pointe est de l'île Saint-Louis, inauguré en 1638 puis dans sa forme actuelle en 1877                                                  |
| plus d'images                                                                | Pont d'Austerlitz                                  | Paris 5e Paris 13e                  |                              | Paris 12e                              | 173,8 m                   | 48° 50′ 42″ N, 2° 21′ 58″ E |                                    | | 1807                      |                                                                                              | |
| plus d'images                                                                | Viaduc d'Austerlitz                                | Paris 13e                           |                              | Paris 12e                              | 140 m                     | 48° 50′ 37″ N, 2° 22′ 04″ E |                                    | (M) · (5) | 1904                      |                                                                                              | |
| plus d'images                                                                | Pont Charles-de-Gaulle                             | Paris 13e                           |                              | Paris 12e                              | 208 m                     | 48° 50′ 33″ N, 2° 22′ 09″ E |                                    | | 1998                      |                                                                                              | |
| plus d'images                                                                | Pont de Bercy                                      | Paris 13e                           |                              | Paris 12e                              | 175 m                     | 48° 50′ 17″ N, 2° 22′ 30″ E |                                    | (M) · (6) | 1991                      |                                                                                              | inauguré en 1864 puis dans sa forme actuelle en 1991                                                                                        |
| plus d'images                                                                | Passerelle Simone-de-Beauvoir                      | Paris 13e                           |                              | Paris 12e                              | 304 m                     | 48° 50′ 07″ N, 2° 22′ 42″ E |                                    | | 2006                      |                                                                                              | |
| plus d'images                                                                | Pont de Tolbiac                                    | Paris 13e                           |                              | Paris 12e                              | 168 m                     | 48° 49′ 59″ N, 2° 22′ 52″ E |                                    | | 1882                      |                                                                                              | |
| plus d'images                                                                | Pont National                                      | Paris 13e                           |                              | Paris 12e                              | 188,5 m                   | 48° 49′ 41″ N, 2° 23′ 14″ E |                                    | Ligne de La Râpée à Batignolles (petite ceinture de Paris)                                                                         | 1853                      |                                                                                              | |
| plus d'images                                                                | Pont amont                                         | Paris 13e                           |                              | Paris 12e                              | 270 m                     | 48° 49′ 36″ N, 2° 23′ 20″ E |                                    | boulevard périphérique Sud | 1969                      |                                                                                              | |
| Val-de-Marne                                                                 |                                                    |                                     |                              |                                        |                           |                             |                                    | |                           |                                                                                              | |
|                                                                              | Pont Nelson Mandela aval                           | Ivry-sur-Seine                      |                              | Charenton-le-Pont                      |                           | 48° 49′ 14″ N, 2° 23′ 55″ E |                                    | D 50b |                           |                                                                                              | anciennement pont de Conflans |
|                                                                              | Pont Nelson Mandela amont                          | Ivry-sur-Seine                      |                              | Charenton-le-Pont                      |                           | 48° 49′ 12″ N, 2° 24′ 01″ E |                                    | D 50 |                           |                                                                                              | anciennement pont de Conflans |
| plus d'images                                                                | Passerelle d'Ivry-Charenton                        | Ivry-sur-Seine                      |                              | Charenton-le-Pont                      | 214 m                     | 48° 49′ 04″ N, 2° 24′ 25″ E |                                    | | 1929                      |                                                                                              | passage de piétons et support de câbles électriques                                                                                         |
| plus d'images                                                                | Pont d'Ivry                                        | Ivry-sur-Seine                      |                              | Alfortville                            | }                         | 48° 48′ 52″ N, 2° 24′ 37″ E |                                    | N 19 | 1957                      |                                                                                              | |
|                                                                              | Passerelle de l'écluse de Port-à-l'Anglais         | Ivry-sur-Seine                      |                              | Alfortville                            |                           | 48° 47′ 54″ N, 2° 25′ 03″ E |                                    | |                           |                                                                                              | |
| plus d'images                                                                | Pont du Port à l'Anglais                           | Vitry-sur-Seine                     |                              | Alfortville                            | 230 m                     | 48° 47′ 51″ N, 2° 25′ 08″ E |                                    | D 148 pont suspendu | 1927                      |                                                                                              | |
|                                                                              | Passerelle GDF de Vitry                            | Vitry-sur-Seine                     |                              | Alfortville                            |                           | 48° 46′ 51″ N, 2° 25′ 02″ E |                                    | |                           |                                                                                              | |
|                                                                              | Viaduc de la darse d'Alfortville                   | Thiais                              |                              | Choisy-le-Roi                          |                           | 48° 46′ 31″ N, 2° 24′ 45″ E |                                    | A86 |                           |                                                                                              | |
| plus d'images                                                                | Pont de Choisy                                     | Choisy-le-Roi                       |                              | Choisy-le-Roi                          |                           | 48° 45′ 59″ N, 2° 24′ 44″ E |                                    | N 186 | 1965                      |                                                                                              | |
|                                                                              | Pont ferroviaire de Choisy-le-Roi                  | Choisy-le-Roi                       |                              | Choisy-le-Roi                          |                           | 48° 45′ 09″ N, 2° 25′ 28″ E |                                    | Ligne de la grande ceinture de Paris                                                                                               |                           |                                                                                              | |
| plus d'images                                                                | Pont de Villeneuve-le-Roi                          | Villeneuve-le-Roi                   |                              | Villeneuve-Saint-Georges               |                           | 48° 43′ 41″ N, 2° 26′ 38″ E |                                    | D 32 | 1950                      |                                                                                              | dès 1843 |
| Val-de-Marne / Essonne                                                       |                                                    |                                     |                              |                                        |                           |                             |                                    | |                           |                                                                                              | |
| plus d'images                                                                | Passerelle de l'écluse d'Ablon-Vigneux             | Ablon-sur-Seine                     |                              | Vigneux-sur-Seine                      |                           | 48° 43′ 09″ N, 2° 25′ 00″ E |                                    | |                           |                                                                                              | |
| Essonne                                                                      |                                                    |                                     |                              |                                        |                           |                             |                                    | |                           |                                                                                              | |
| plus d'images                                                                | Pont d'Athis-Mons                                  | Athis-Mons                          |                              | Vigneux-sur-Seine                      |                           | 48° 42′ 17″ N, 2° 24′ 07″ E | RFF                                | Ligne de Villeneuve-Saint-Georges à Montargis                                                                                      |                           |                                                                                              | |
| plus d'images                                                                | Pont de la Première-Armée-Française                | Juvisy-sur-Orge                     |                              | Draveil                                |                           | 48° 41′ 21″ N, 2° 23′ 17″ E |                                    | D 931 |                           |                                                                                              | |
| plus d'images                                                                | Pont de Champrosay                                 | Ris-Orangis                         |                              | Draveil                                |                           | 48° 39′ 40″ N, 2° 24′ 58″ E |                                    | |                           |                                                                                              | |
| plus d'images                                                                | Passerelle de l'écluse d'Évry                      | Soisy-sur-Seine                     |                              | Évry-Courcouronnes                     |                           | 48° 38′ 33″ N, 2° 26′ 43″ E |                                    | |                           |                                                                                              | |
| Image manquante                                                              | Pont d'Évry                                        | Évry-Courcouronnes                  |                              | Étiolles                               |                           | 48° 38′ 09″ N, 2° 27′ 23″ E |                                    | D 96 |                           |                                                                                              | pont à double tablier |
| Image manquante                                                              | Pont autoroutier de Corbeil-Essonnes               | Corbeil-Essonnes                    |                              | Corbeil-Essonnes                       |                           | 48° 37′ 30″ N, 2° 28′ 16″ E |                                    | A104 |                           |                                                                                              | |
| plus d'images                                                                | Pont de l'Armée-Patton                             | Corbeil-Essonnes                    |                              | Corbeil-Essonnes                       |                           | 48° 36′ 49″ N, 2° 29′ 03″ E |                                    | N 446 | 1954                      |                                                                                              | présence dès le Xe siècle puis inauguré dans sa forme actuelle en 1954                                                                      |
| Seine-et-Marne                                                               |                                                    |                                     |                              |                                        |                           |                             |                                    | |                           |                                                                                              | |
|                                                                              | Pont du Maréchal-Juin                              | Saint-Fargeau-Ponthierry            |                              | Seine-Port                             |                           | 48° 32′ 15″ N, 2° 32′ 52″ E |                                    | D 50 |                           |                                                                                              | |
|                                                                              | Pont du Mée                                        | Dammarie-les-Lys                    |                              | Le Mée-sur-Seine                       |                           | 48° 31′ 55″ N, 2° 38′ 22″ E | RFF                                | Ligne de Paris-Lyon à Marseille-Saint-Charles                                                                                      |                           |                                                                                              | |
| plus d'images                                                                | Pont de la pénétrante                              | Melun                               | île Saint-Étienne            | Melun                                  |                           | 48° 32′ 15″ N, 2° 39′ 10″ E |                                    | N 6 |                           |                                                                                              | |
| plus d'images                                                                | Pont Jeanne-d'Arc                                  | île Saint-Étienne                   |                              | Melun                                  |                           | 48° 32′ 14″ N, 2° 39′ 32″ E |                                    | 1950 |                           |                                                                                              | présence attestée depuis la période gauloise puis inauguré dans sa forme actuelle en 1950                                                   |
| plus d'images                                                                | Pont Maréchal-de-Lattre-de-Tassigny                | Melun                               |                              | île Saint-Étienne                      |                           | 48° 32′ 12″ N, 2° 39′ 38″ E |                                    | |                           |                                                                                              | |
| plus d'images                                                                | Pont du Général-Leclerc                            | île Saint-Étienne                   |                              | Melun                                  |                           | 48° 32′ 08″ N, 2° 39′ 27″ E |                                    | |                           |                                                                                              | |
| plus d'images                                                                | Pont Notre-Dame                                    | île Saint-Étienne                   |                              | Melun                                  |                           | 48° 32′ 05″ N, 2° 39′ 34″ E |                                    | |                           |                                                                                              | |
| Pont du Pet au Diable                                                        | Pont du Pet-au-Diable                              | La Rochette                         |                              | Vaux-le-Pénil                          |                           | 48° 31′ 07″ N, 2° 40′ 14″ E | RFF                                | Ligne de Corbeil-Essonnes à Montereau                                                                                              |                           |                                                                                              | |
| plus d'images                                                                | Pont de Chartrettes                                | Bois-le-Roi                         |                              | Chartrettes                            |                           | 48° 28′ 53″ N, 2° 41′ 43″ E |                                    | D 115 |                           |                                                                                              | |
| Image manquante                                                              | Pont de Fontaine-le-Port                           | Samois-sur-Seine                    |                              | Fontaine-le-Port                       |                           | 48° 29′ 09″ N, 2° 45′ 08″ E |                                    | D 116 |                           |                                                                                              | |
| plus d'images                                                                | Pont de Valvins                                    | Samois-sur-Seine                    |                              | Vulaines-sur-Seine                     |                           | 48° 25′ 47″ N, 2° 44′ 44″ E |                                    | D 210 |                           |                                                                                              | |
| Image manquante                                                              | Pont de Champagne                                  | Thomery                             |                              | Champagne-sur-Seine                    |                           | 48° 24′ 22″ N, 2° 47′ 49″ E |                                    | D 301 |                           |                                                                                              | |
| plus d'images                                                                | Passerelle de l'écluse de Champagne                | Thomery                             |                              | Champagne-sur-Seine                    |                           | 48° 24′ 04″ N, 2° 47′ 35″ E |                                    | |                           |                                                                                              | |
|                                                                              | Passerelle de l'aqueduc de la Voulzie              | Moret-Loing-et-Orvanne              |                              | Champagne-sur-Seine                    |                           | 48° 23′ 29″ N, 2° 47′ 22″ E |                                    | |                           |                                                                                              | |
| plus d'images                                                                | Pont de Saint-Mammès                               | Saint-Mammès                        |                              | Champagne-sur-Seine                    |                           | 48° 23′ 23″ N, 2° 48′ 26″ E |                                    | D 40 |                           |                                                                                              | |
| Image manquante                                                              | Pont de Varennes                                   | Varennes-sur-Seine                  |                              | La Grande-Paroisse                     |                           | 48° 22′ 55″ N, 2° 55′ 37″ E | RFF                                | Ligne de Corbeil-Essonnes à Montereau                                                                                              |                           |                                                                                              | |
| « plus d'images »(Archive.org • Wikiwix • Archive.is • Google • Que faire ?) | Pont de Seine                                      | Montereau-Fault-Yonne               |                              | Montereau-Fault-Yonne                  |                           | 48° 23′ 20″ N, 2° 57′ 35″ E |                                    | N 105 |                           |                                                                                              | |
|                                                                              | Pont Saint-Martin de Montereau                     | Montereau-Fault-Yonne               |                              | Montereau-Fault-Yonne                  |                           | 48° 23′ 30″ N, 2° 58′ 01″ E |                                    | D 403 |                           |                                                                                              | |
|                                                                              | Viaduc ferroviaire de Montereau                    | Montereau-Fault-Yonne               |                              | Montereau-Fault-Yonne                  |                           | 48° 23′ 48″ N, 2° 58′ 42″ E |                                    | ligne de Combs-la-Ville à Saint-Louis (LGV)                                                                                        |                           |                                                                                              | |
|                                                                              | Viaduc autoroutier de Montereau                    | Montereau-Fault-Yonne               |                              | Montereau-Fault-Yonne                  |                           | 48° 23′ 48″ N, 2° 58′ 45″ E |                                    | A5 |                           |                                                                                              | |
|                                                                              | Pont ferroviaire de Marolles-sur-Seine             | Marolles-sur-Seine                  |                              | Marolles-sur-Seine                     |                           | 48° 23′ 39″ N, 2° 59′ 50″ E |                                    | Ligne de Flamboin - Gouaix à Montereau                                                                                             |                           |                                                                                              | |
|                                                                              | Pont de Marolles-sur-Seine                         | Marolles-sur-Seine                  |                              | Marolles-sur-Seine                     |                           | 48° 23′ 19″ N, 3° 02′ 03″ E |                                    | D 29 |                           |                                                                                              | |
|                                                                              | Pont de La Tombe                                   | La Tombe                            |                              | La Tombe                               |                           | 48° 23′ 22″ N, 3° 05′ 25″ E |                                    | D 75 |                           |                                                                                              | |
| Image manquante                                                              | Pont de Balloy                                     | Balloy                              |                              | Balloy                                 |                           | 48° 24′ 39″ N, 3° 08′ 37″ E |                                    | D 77 |                           |                                                                                              | |
|                                                                              | Barrage éclusé de la Grande-Bosse                  | Vimpelles                           |                              | Vimpelles                              |                           | 48° 25′ 29″ N, 3° 11′ 16″ E |                                    | |                           |                                                                                              | |
| Image manquante                                                              | Pont de Bray-sur-Seine                             | Bray-sur-Seine                      |                              | Mouy-sur-Seine                         |                           | 48° 25′ 04″ N, 3° 14′ 09″ E |                                    | |                           |                                                                                              | |
|                                                                              | Passerelle du barrage éclusé de Jaulnes            | Jaulnes                             |                              | Jaulnes                                |                           | 48° 25′ 11″ N, 3° 16′ 09″ E |                                    | |                           |                                                                                              | |
| Image manquante                                                              | Pont de Noyen                                      | Noyen-sur-Seine                     |                              | Noyen-sur-Seine                        |                           | 48° 27′ 31″ N, 3° 20′ 21″ E |                                    | D 78 |                           |                                                                                              | |
| Image manquante                                                              | Pont de Villiers-sur-Seine                         | Villiers-sur-Seine                  |                              | Villiers-sur-Seine                     |                           | 48° 27′ 45″ N, 3° 22′ 28″ E |                                    | D 49a |                           |                                                                                              | |
| Aube (aval)                                                                  |                                                    |                                     |                              |                                        |                           |                             |                                    | |                           |                                                                                              | |
| Image manquante                                                              | Pont de Courceroy                                  | Courceroy                           |                              | Courceroy                              |                           | 48° 28′ 07″ N, 3° 24′ 57″ E |                                    | D 168 |                           |                                                                                              | |
|                                                                              | Pont de Nogent-sur-Seine                           | Nogent-sur-Seine                    |                              | Nogent-sur-Seine                       |                           | 48° 29′ 41″ N, 3° 28′ 24″ E |                                    | D 919 |                           |                                                                                              | |
|                                                                              | Pont Saint-Edme                                    | île des Écluses                     |                              | Nogent-sur-Seine                       |                           | 48° 29′ 43″ N, 3° 29′ 53″ E |                                    | D 919 | 1958                      |                                                                                              | |
|                                                                              | Pont Saint-Nicolas                                 | Nogent-sur-Seine                    |                              | île des Écluses                        |                           | 48° 29′ 42″ N, 3° 29′ 56″ E |                                    | D 919 | 1834                      | « PA10000003 », notice no PA10000003                                                         | |
| plus d'images                                                                | Passerelle de l'Île Olive                          | île des Écluses                     |                              | Île Olive                              |                           | 48° 29′ 51″ N, 3° 30′ 08″ E |                                    | |                           |                                                                                              | |
|                                                                              | Pont de Bernières                                  | Nogent-sur-Seine                    |                              | Nogent-sur-Seine                       |                           | 48° 30′ 38″ N, 3° 31′ 41″ E |                                    | Ligne de Paris-Est à Mulhouse-Ville                                                                                                |                           |                                                                                              | |
| Image manquante                                                              | Pont de Marnay-sur-Seine                           | Marnay-sur-Seine                    |                              | Marnay-sur-Seine                       |                           | 48° 30′ 54″ N, 3° 33′ 29″ E |                                    | D 68 |                           |                                                                                              | |
| Image manquante                                                              | Pont de Pont-sur-Seine                             | Pont-sur-Seine                      |                              | Pont-sur-Seine                         |                           | 48° 31′ 25″ N, 3° 35′ 40″ E |                                    | D 52 |                           |                                                                                              | |
| Marne                                                                        |                                                    |                                     |                              |                                        |                           |                             |                                    | |                           |                                                                                              | |
| Image manquante                                                              | Pont de Conflans-sur-Seine                         | Conflans-sur-Seine                  |                              | Conflans-sur-Seine                     |                           | 48° 32′ 57″ N, 3° 40′ 51″ E |                                    | D 48 |                           |                                                                                              | |
|                                                                              | Pont de Marcilly-sur-Seine                         | Marcilly-sur-Seine                  |                              | Marcilly-sur-Seine                     |                           | 48° 33′ 22″ N, 3° 42′ 41″ E |                                    | D 50 |                           |                                                                                              | |
|                                                                              | Pont de Marcilly                                   | Marcilly-sur-Seine                  |                              | Marcilly-sur-Seine                     |                           | 48° 33′ 29″ N, 3° 42′ 58″ E |                                    | chemin de halage |                           |                                                                                              | confluent de l'Aube et du canal de la Haute-Seine, limite de navigabilité de la Seine                                                       |
| Aube (amont)                                                                 |                                                    |                                     |                              |                                        |                           |                             |                                    | |                           |                                                                                              | |
| Image manquante                                                              | Pont de Romilly-sur-Seine                          | Romilly-sur-Seine                   |                              | Romilly-sur-Seine                      |                           | 48° 31′ 55″ N, 3° 44′ 57″ E |                                    | D 440 |                           |                                                                                              | |
| Image manquante                                                              | Pont de Maizières                                  | Maizières-la-Grande-Paroisse        |                              | Maizières-la-Grande-Paroisse           |                           | 48° 31′ 26″ N, 3° 47′ 16″ E |                                    | D 116 |                           |                                                                                              | |
| Image manquante                                                              | Pont de Saint-Oulph                                | Saint-Oulph                         |                              | Saint-Oulph                            |                           | 48° 31′ 01″ N, 3° 50′ 51″ E |                                    | D 178 |                           |                                                                                              | |
| Image manquante                                                              | Pont de Méry-sur-Seine                             | Méry-sur-Seine                      |                              | Méry-sur-Seine                         |                           | 48° 30′ 27″ N, 3° 53′ 23″ E |                                    | D 373 |                           |                                                                                              | |
| Image manquante                                                              | Pont de Vallant-Saint-Georges                      | Vallant-Saint-Georges               |                              | Vallant-Saint-Georges                  |                           | 48° 28′ 14″ N, 3° 54′ 33″ E |                                    | D 14 |                           |                                                                                              | |
| Image manquante                                                              | Pont de Saint-Mesmin                               | Saint-Mesmin                        |                              | Saint-Mesmin                           |                           | 48° 27′ 19″ N, 3° 55′ 24″ E |                                    | Route de la Sablière |                           |                                                                                              | |
| Image manquante                                                              | Pont de Saint-Mesmin (D31)                         | Saint-Mesmin                        |                              | Saint-Mesmin                           |                           | 48° 26′ 51″ N, 3° 56′ 07″ E |                                    | D 31 |                           |                                                                                              | |
| Image manquante                                                              | Pont de Port Arthur                                | Savières                            |                              | Savières                               |                           | 48° 25′ 17″ N, 3° 56′ 45″ E |                                    | Rue de Port Arthur |                           |                                                                                              | |
| Image manquante                                                              | Pont de Savières                                   | Savières                            |                              | Savières                               |                           | 48° 24′ 37″ N, 3° 57′ 28″ E |                                    | D 159 |                           |                                                                                              | |
| Image manquante                                                              | Pont de Villacerf                                  | Villacerf                           |                              | Villacerf                              |                           | 48° 23′ 27″ N, 3° 58′ 22″ E |                                    | D 165 |                           |                                                                                              | |
| Image manquante                                                              | Pont de Payns                                      | Payns                               |                              | Payns                                  |                           | 48° 23′ 07″ N, 3° 58′ 40″ E |                                    | |                           |                                                                                              | |
| Image manquante                                                              | Pont de Saint-Lyé                                  | Saint-Lyé                           |                              | Saint-Lyé                              |                           | 48° 21′ 43″ N, 4° 00′ 23″ E |                                    | D 15 |                           |                                                                                              | |
| Image manquante                                                              | Pont de Saint-Lyé Cornet                           | Saint-Lyé                           |                              | Saint-Lyé                              |                           | 48° 21′ 06″ N, 4° 01′ 23″ E |                                    | Rue des Jardins aux Cornet |                           |                                                                                              | |
| Image manquante                                                              | Pont de Barberey-Saint-Sulpice                     | Barberey-Saint-Sulpice              |                              | Barberey-Saint-Sulpice                 |                           | 48° 20′ 25″ N, 4° 02′ 10″ E |                                    | D 91 |                           |                                                                                              | |
|                                                                              | Pont-canal de Barberey-Saint-Sulpice               | Barberey-Saint-Sulpice              |                              | Barberey-Saint-Sulpice                 |                           | 48° 20′ 08″ N, 4° 02′ 45″ E |                                    | Voie verte du canal de la Haute-Seine                                                                                              | 1846                      |                                                                                              | |
| Image manquante                                                              | Pont de la Planche Quénat                          | La Chapelle-Saint-Luc               |                              | Sainte-Maure                           |                           | 48° 19′ 50″ N, 4° 03′ 52″ E |                                    | D 168 |                           |                                                                                              | |
| Image manquante                                                              | Pont de La Chapelle-Saint-Luc rocade Est           | La Chapelle-Saint-Luc               |                              | Lavau                                  |                           | 48° 19′ 40″ N, 4° 04′ 12″ E |                                    | D 610 |                           |                                                                                              | |
| Image manquante                                                              | Viaduc ferroviaire de Troyes                       | Troyes                              |                              | Troyes                                 |                           | 48° 19′ 05″ N, 4° 04′ 31″ E |                                    | Ligne d'Orléans à Châlons |                           |                                                                                              | |
| Image manquante                                                              | Pont de Troyes                                     | Troyes                              |                              | Troyes                                 |                           | 48° 18′ 25″ N, 4° 04′ 46″ E |                                    | rue François Serqueil |                           |                                                                                              | |
| Image manquante                                                              | Pont du cours Jacquin (Troyes)                     | Troyes                              |                              | Troyes                                 |                           | 48° 18′ 14″ N, 4° 04′ 46″ E |                                    | Cours Jacquin |                           |                                                                                              | |
| Image manquante                                                              | Pont de Troyes                                     | Troyes                              |                              | Troyes                                 |                           | 48° 18′ 13″ N, 4° 04′ 51″ E |                                    | Rue Simart |                           |                                                                                              | |
| Image manquante                                                              | Pont de Troyes                                     | Troyes                              |                              | Troyes                                 |                           | 48° 18′ 15″ N, 4° 04′ 57″ E |                                    | Rue Célestin-Philbois |                           |                                                                                              | |
| Image manquante                                                              | Pont de Troyes                                     | Troyes                              |                              | Troyes                                 |                           | 48° 18′ 13″ N, 4° 05′ 12″ E |                                    | Rue Kléber |                           |                                                                                              | |
| Image manquante                                                              | Pont de Troyes                                     | Troyes                              |                              | Troyes                                 |                           | 48° 18′ 06″ N, 4° 05′ 13″ E |                                    | Rue Michelet |                           |                                                                                              | |
| Image manquante                                                              | Pont de Troyes                                     | Troyes                              |                              | Troyes                                 |                           | 48° 17′ 58″ N, 4° 05′ 13″ E |                                    | Rue du Voyer |                           |                                                                                              | |
| Image manquante                                                              | Pont de Troyes                                     | Troyes                              |                              | Troyes                                 |                           | 48° 17′ 48″ N, 4° 05′ 07″ E |                                    | Rue Marguerite-Bourgeoys |                           |                                                                                              | |
| Image manquante                                                              | Pont de Troyes                                     | Troyes                              |                              | Troyes                                 |                           | 48° 17′ 41″ N, 4° 05′ 01″ E |                                    | Mail des Charmilles |                           |                                                                                              | |
| Image manquante                                                              | Pont de Troyes                                     | Troyes                              |                              | Troyes                                 |                           | 48° 17′ 35″ N, 4° 05′ 06″ E |                                    | Chaussée du Vouldy |                           |                                                                                              | |
| Image manquante                                                              | Pont de Troyes                                     | Troyes                              |                              | Troyes                                 |                           | 48° 17′ 28″ N, 4° 05′ 16″ E |                                    | Boulevard Georges-Pompidou |                           |                                                                                              | pont double |
| Image manquante                                                              | Pont de Troyes                                     | Troyes                              |                              | Troyes                                 |                           | 48° 17′ 25″ N, 4° 05′ 21″ E |                                    | Rue des Ponts |                           |                                                                                              | |
| Image manquante                                                              | Pont de Troyes                                     | Troyes                              |                              | Troyes                                 |                           | 48° 17′ 05″ N, 4° 05′ 36″ E |                                    | Rue de la Providence |                           |                                                                                              | Franchit la rivière Notre-Dame |
| Image manquante                                                              | Pont de l'Hôtel de ville                           | Saint-Julien-les-Villas             |                              | Saint-Julien-les-Villas                |                           | 48° 16′ 24″ N, 4° 06′ 00″ E |                                    | D 93 A, rue de l'Hôtel de ville |                           |                                                                                              | |
| Image manquante                                                              | Pont de l'avenue de la Gare                        | Saint-Julien-les-Villas             |                              | Saint-Julien-les-Villas                |                           | 48° 16′ 08″ N, 4° 06′ 09″ E |                                    | D 21, rue Aristide-Briand avenue de la Gare                                                                                        |                           |                                                                                              | |
| Image manquante                                                              | Viaduc ferroviaire de Saint-Julien-les-Villas      | Saint-Julien-les-Villas             |                              | Saint-Julien-les-Villas                |                           | 48° 16′ 03″ N, 4° 06′ 10″ E |                                    | voie désaffectée |                           |                                                                                              | |
| Image manquante                                                              | Viaduc ferroviaire de Bréviandes                   | Saint-Julien-les-Villas             |                              | Bréviandes                             |                           | 48° 15′ 51″ N, 4° 06′ 27″ E |                                    | Ligne de Paris-Est à Mulhouse-Ville                                                                                                |                           |                                                                                              | |
| Image manquante                                                              | Pont de Bréviandes                                 | Bréviandes                          |                              | Bréviandes                             |                           | 48° 15′ 38″ N, 4° 06′ 46″ E |                                    | |                           |                                                                                              | |
| Image manquante                                                              | Pont de Bréviandes (D 610)                         | Bréviandes                          |                              | Bréviandes                             |                           | 48° 15′ 37″ N, 4° 06′ 57″ E |                                    | D 610 |                           |                                                                                              | |
| Image manquante                                                              | Pont de Buchères                                   | Buchères                            |                              | Buchères                               |                           | 48° 14′ 58″ N, 4° 07′ 13″ E |                                    | |                           |                                                                                              | |
| Image manquante                                                              | Pont de Buchères sud                               | Buchères                            |                              | Buchères                               |                           | 48° 13′ 56″ N, 4° 08′ 20″ E |                                    | |                           |                                                                                              | passerelle? |
| Image manquante                                                              | Pont de Verrières                                  | Verrières                           |                              | Verrières                              |                           | 48° 13′ 52″ N, 4° 08′ 30″ E |                                    | D 123 |                           |                                                                                              | |
| Image manquante                                                              | Pont de Saint-Thibault                             | Saint-Thibault                      |                              | Saint-Thibault                         |                           | 48° 13′ 15″ N, 4° 09′ 05″ E |                                    | A5 |                           |                                                                                              | |
| Image manquante                                                              | Pont de Clérey                                     | Clérey                              |                              | Clérey                                 |                           | 48° 12′ 15″ N, 4° 11′ 11″ E |                                    | D 1 |                           |                                                                                              | |
| Image manquante                                                              | Pont de Clérey Petite île                          | Clérey                              |                              | Clérey                                 |                           | 48° 12′ 10″ N, 4° 11′ 28″ E |                                    | La petite île |                           |                                                                                              | |
| Image manquante                                                              | Pont de Villemoyenne                               | Villemoyenne                        |                              | Saint-Parres-lès-Vaudes                |                           | 48° 10′ 44″ N, 4° 13′ 29″ E |                                    | D 28 |                           |                                                                                              | |
| plus d'images                                                                | Pont de Chappes                                    | Chappes                             |                              | Chappes                                |                           | 48° 10′ 00″ N, 4° 14′ 50″ E |                                    | D 49c |                           |                                                                                              | |
|                                                                              | Viaduc ferroviaire de Fouchères                    | Fouchères                           |                              | Fouchères                              |                           | 48° 09′ 02″ N, 4° 15′ 57″ E |                                    | ancienne Ligne de Saint-Julien (Troyes) à Gray                                                                                     |                           |                                                                                              | |
|                                                                              | Pont de Fouchères                                  | Fouchères                           |                              | Fouchères                              |                           | 48° 08′ 58″ N, 4° 15′ 56″ E |                                    | D 81 |                           | « PA00078117 », notice no PA00078117                                                         | limite 1re/2de catégorie Halieutique, entre l'ancienne route nationale et le bourg de Fouchères                                             |
| Image manquante                                                              | Pont de Virey-sous-Bar                             | Virey-sous-Bar                      |                              | Courtenot                              |                           | 48° 08′ 46″ N, 4° 17′ 59″ E |                                    | D 32 |                           |                                                                                              | |
| Image manquante                                                              | Pont de Courtenot                                  | Courtenot                           |                              | Courtenot                              |                           | 48° 08′ 55″ N, 4° 18′ 42″ E |                                    | |                           |                                                                                              | |
| Image manquante                                                              | Pont de Bourguignons                               | Bourguignons                        |                              | Bourguignons                           |                           | 48° 07′ 44″ N, 4° 21′ 37″ E |                                    | D 93 |                           |                                                                                              | |
| Image manquante                                                              | Pont de Bar-sur-Seine                              | Bar-sur-Seine                       |                              | Bar-sur-Seine                          |                           | 48° 06′ 54″ N, 4° 22′ 37″ E |                                    | |                           |                                                                                              | ancien bâtiment |
| Image manquante                                                              | Pont de Bar-sur-Seine                              | Bar-sur-Seine                       |                              | Bar-sur-Seine                          |                           | 48° 06′ 47″ N, 4° 22′ 48″ E |                                    | Impasse Pillot |                           |                                                                                              | |
| Image manquante                                                              | Pont de Bar-sur-Seine                              | Bar-sur-Seine                       |                              | Bar-sur-Seine                          |                           | 48° 06′ 33″ N, 4° 22′ 45″ E |                                    | rue de l'Abreuvoir |                           |                                                                                              | |
|                                                                              | Pont de Villeneuve                                 | Bar-sur-Seine                       |                              | Bar-sur-Seine                          |                           | 48° 05′ 46″ N, 4° 22′ 48″ E |                                    | D 671 |                           |                                                                                              | |
| Image manquante                                                              | Pont de Polisot                                    | Polisot                             |                              | Polisot                                |                           | 48° 04′ 21″ N, 4° 22′ 28″ E |                                    | D 189 |                           |                                                                                              | |
| Image manquante                                                              | Pont de Polisy                                     | Polisy                              |                              | Polisy                                 |                           | 48° 03′ 51″ N, 4° 23′ 01″ E |                                    | D 452 |                           |                                                                                              | |
| Image manquante                                                              | Viaduc ferroviaire de Polisy                       | Polisy                              |                              | Polisy                                 |                           | 48° 03′ 49″ N, 4° 23′ 15″ E |                                    | ancienne Ligne de Saint-Julien (Troyes) à Gray                                                                                     |                           |                                                                                              | |
| Image manquante                                                              | Pont de Polisy                                     | Polisy                              |                              | Polisy                                 |                           | 48° 03′ 50″ N, 4° 23′ 17″ E |                                    | D 671 |                           |                                                                                              | |
| Image manquante                                                              | Pont de Buxeuil                                    | Buxeuil                             |                              | Buxeuil                                |                           | 48° 03′ 17″ N, 4° 23′ 35″ E |                                    | D 36 |                           |                                                                                              | |
| Image manquante                                                              | Pont de Neuville-sur-Seine                         | Neuville-sur-Seine                  |                              | Neuville-sur-Seine                     |                           | 48° 02′ 26″ N, 4° 24′ 39″ E |                                    | D 26 |                           |                                                                                              | |
| Image manquante                                                              | Pont de Gyé-sur-Seine                              | Gyé-sur-Seine                       |                              | Gyé-sur-Seine                          |                           | 48° 01′ 41″ N, 4° 25′ 38″ E |                                    | D 70 |                           |                                                                                              | |
| Image manquante                                                              | Pont de Courteron                                  | Courteron                           |                              | Courteron                              |                           | 48° 01′ 19″ N, 4° 26′ 28″ E |                                    | |                           |                                                                                              | |
| Image manquante                                                              | Pont de Courteron                                  | Courteron                           |                              | Courteron                              |                           | 48° 00′ 58″ N, 4° 26′ 37″ E |                                    | D 671 |                           |                                                                                              | |
| Image manquante                                                              | Pont de la Gloire Dieu                             | Courteron                           |                              | Courteron                              |                           | 48° 00′ 53″ N, 4° 27′ 53″ E |                                    | La Gloire Dieu |                           |                                                                                              | |
| Image manquante                                                              | Viaduc ferroviaire de Plaines-Saint-Lange          | Plaines-Saint-Lange                 |                              | Plaines-Saint-Lange                    |                           | 48° 00′ 26″ N, 4° 28′ 19″ E |                                    | ancienne Ligne de Saint-Julien (Troyes) à Gray                                                                                     |                           |                                                                                              | |
| Image manquante                                                              | Pont de Plaines-Saint-Lange                        | Plaines-Saint-Lange                 |                              | Plaines-Saint-Lange                    |                           | 47° 59′ 46″ N, 4° 28′ 50″ E |                                    | |                           |                                                                                              | |
| Image manquante                                                              | Viaduc ferroviaire de Mussy-sur-Seine              | Mussy-sur-Seine                     |                              | Mussy-sur-Seine                        |                           | 47° 59′ 02″ N, 4° 29′ 15″ E |                                    | ancienne Ligne de Saint-Julien (Troyes) à Gray                                                                                     |                           |                                                                                              | |
| Image manquante                                                              | Pont aval de Mussy-sur-Seine                       | Mussy-sur-Seine                     |                              | Mussy-sur-Seine                        |                           | 47° 58′ 50″ N, 4° 29′ 52″ E |                                    | D 17 |                           |                                                                                              | |
| Image manquante                                                              | Pont amont de Mussy-sur-Seine                      | Mussy-sur-Seine                     |                              | Mussy-sur-Seine                        |                           | 47° 58′ 33″ N, 4° 29′ 59″ E |                                    | D 17 |                           |                                                                                              | |
| Côte-d'Or                                                                    |                                                    |                                     |                              |                                        |                           |                             |                                    | |                           |                                                                                              | |
|                                                                              | Pont de Gomméville                                 | Gomméville                          |                              | Gomméville                             |                           | 47° 57′ 43″ N, 4° 29′ 52″ E |                                    | | 1825                      |                                                                                              | |
| Image manquante                                                              | Pont de Charrey-sur-Seine                          | Charrey-sur-Seine                   |                              | Charrey-sur-Seine                      |                           | 47° 56′ 36″ N, 4° 30′ 30″ E |                                    | D 118D |                           |                                                                                              | |
| Image manquante                                                              | Pont de Pothières                                  | Pothières                           |                              | Pothières                              |                           | 47° 55′ 28″ N, 4° 31′ 41″ E |                                    | D 16 |                           |                                                                                              | petite Seine |
| Image manquante                                                              | Pont de Villers-Patras                             | Pothières                           |                              | Villers-Patras                         |                           | 47° 55′ 28″ N, 4° 31′ 41″ E |                                    | D 16 |                           |                                                                                              | grand bras de la Seine |
|                                                                              | Pont de Vix                                        | Vix                                 |                              | Vix                                    |                           | 47° 54′ 21″ N, 4° 32′ 26″ E |                                    | D 118C |                           |                                                                                              | |
| Image manquante                                                              | Viaduc ferroviaire d’Étrochey                      | Étrochey                            |                              | Étrochey                               |                           | 47° 53′ 49″ N, 4° 32′ 24″ E |                                    | ancienne Ligne de Saint-Julien (Troyes) à Gray                                                                                     |                           |                                                                                              | |
|                                                                              | Pont des Romains                                   | Étrochey                            |                              | Étrochey                               |                           | 47° 53′ 38″ N, 4° 31′ 49″ E |                                    | |                           |                                                                                              | présence dès le XIIe siècle |
| Image manquante                                                              | Pont de Sainte-Colombe                             | Sainte-Colombe-sur-Seine            |                              | Sainte-Colombe-sur-Seine               |                           | 47° 53′ 07″ N, 4° 31′ 37″ E |                                    | |                           |                                                                                              | Pont entre Saint-Colombe et Étrochey |
|                                                                              | Viaduc ferroviaire de Sainte-Colombe               | Sainte-Colombe-sur-Seine            |                              | Sainte-Colombe-sur-Seine               |                           | 47° 52′ 34″ N, 4° 32′ 36″ E |                                    | Ligne de Nuits-sous-Ravières à Châtillon-sur-Seine                                                                                 |                           |                                                                                              | |
| Image manquante                                                              | Pont de la rue du Moulin                           | Sainte-Colombe-sur-Seine            |                              | Sainte-Colombe-sur-Seine               |                           | 47° 52′ 27″ N, 4° 32′ 42″ E |                                    | D 118G |                           |                                                                                              | |
| Image manquante                                                              | Pont de la rue des Ponts                           | Sainte-Colombe-sur-Seine            |                              | Sainte-Colombe-sur-Seine               |                           | 47° 52′ 13″ N, 4° 32′ 36″ E |                                    | D 118 |                           |                                                                                              | |
| Image manquante                                                              | Pont de l'Allée de Châtillon                       | Sainte-Colombe-sur-Seine            |                              | Sainte-Colombe-sur-Seine               |                           | 47° 52′ 02″ N, 4° 32′ 46″ E |                                    | |                           |                                                                                              | |
| Image manquante                                                              | Pont traversant l'île à Châtillon                  | Châtillon-sur-Seine                 |                              | Châtillon-sur-Seine                    |                           | 47° 52′ 03″ N, 4° 34′ 01″ E |                                    | |                           |                                                                                              | |
| Image manquante                                                              | Pont de Châtillon (N 71)                           | Châtillon-sur-Seine                 |                              | Châtillon-sur-Seine                    |                           | 47° 51′ 56″ N, 4° 34′ 27″ E |                                    | D 971 |                           | Notice no IA21000045                                                                         | rue de la Libération |
| Image manquante                                                              | Pont rue de Seine                                  | Châtillon-sur-Seine                 |                              | Châtillon-sur-Seine                    |                           | 47° 51′ 46″ N, 4° 34′ 50″ E |                                    | |                           |                                                                                              | Rue de Seine, grand bras de la Seine |
| Image manquante                                                              | Pont Saint-Barthélémy                              | Châtillon-sur-Seine                 |                              | Châtillon-sur-Seine                    |                           | 47° 51′ 34″ N, 4° 34′ 36″ E |                                    | |                           | Notice no IA21000044                                                                         | allée des Boulangers, grand bras de la Seine                                                                                                |
| plus d'images                                                                | Pont des Boulangers                                | Châtillon-sur-Seine                 |                              | Châtillon-sur-Seine                    |                           | 47° 51′ 37″ N, 4° 34′ 30″ E |                                    | | XVIe siècle               | « PA00112204 », notice no PA00112204 « IA21000042 », notice no IA21000042 Inventaire général | allée des Boulangers, petit bras de la Seine                                                                                                |
|                                                                              | Pont du Perthuis-au-Loup                           | Châtillon-sur-Seine                 |                              | Châtillon-sur-Seine                    |                           | 47° 51′ 31″ N, 4° 34′ 28″ E |                                    | | XIVe siècle 1713          | « PA00112203 », notice no PA00112203 « IA21000043 », notice no IA21000043 Inventaire général | Rue du Sonsois, grand bras de la Seine |
| Image manquante                                                              | Pont de la rue du Maréchal Leclerc                 | Châtillon-sur-Seine                 |                              | Châtillon-sur-Seine                    |                           | 47° 51′ 31″ N, 4° 34′ 23″ E |                                    | |                           |                                                                                              | Rue du Maréchal Leclerc, grand bras de la Seine                                                                                             |
| Image manquante                                                              | Pont de la rue du Maréchal Leclerc                 | Châtillon-sur-Seine                 |                              | Châtillon-sur-Seine                    |                           | 47° 51′ 36″ N, 4° 34′ 24″ E |                                    | |                           |                                                                                              | Rue du Maréchal Leclerc, petit bras de la Seine                                                                                             |
| Image manquante                                                              | Pont de la rue Maréchal de Lattre                  | Châtillon-sur-Seine                 |                              | Châtillon-sur-Seine                    |                           | 47° 51′ 31″ N, 4° 34′ 21″ E |                                    | D 971 |                           |                                                                                              | Rue Maréchal de Lattre, grand bras de la Seine                                                                                              |
| Image manquante                                                              | Pont de la rue Maréchal de Lattre                  | Châtillon-sur-Seine                 |                              | Châtillon-sur-Seine                    |                           | 47° 51′ 36″ N, 4° 34′ 21″ E |                                    | D 971 |                           |                                                                                              | Rue Maréchal de Lattre, petit bras de la Seine                                                                                              |
| Image manquante                                                              | Pont du boulevard Gustave Morizot                  | Châtillon-sur-Seine                 |                              | Châtillon-sur-Seine                    |                           | 47° 51′ 33″ N, 4° 34′ 15″ E |                                    | |                           |                                                                                              | Boulevard Gustave Morizot, grand bras de la Seine                                                                                           |
| Image manquante                                                              | Pont du boulevard Gustave Morizot                  | Châtillon-sur-Seine                 |                              | Châtillon-sur-Seine                    |                           | 47° 51′ 37″ N, 4° 34′ 18″ E |                                    | |                           |                                                                                              | Boulevard Gustave Morizot, petit bras de la Seine                                                                                           |
| Image manquante                                                              | Pont de l'avenue Maréchal Joffre                   | Châtillon-sur-Seine                 |                              | Châtillon-sur-Seine                    |                           | 47° 51′ 22″ N, 4° 34′ 09″ E |                                    | D 980 |                           |                                                                                              | Avenue Maréchal Joffre |
| Image manquante                                                              | Pont de Buncey                                     | Buncey                              |                              | Buncey                                 |                           | 47° 49′ 25″ N, 4° 33′ 22″ E |                                    | |                           |                                                                                              | |
|                                                                              | Pont d'Ampilly-le-Sec                              | Ampilly-le-Sec                      |                              | Ampilly-le-Sec                         |                           | 47° 48′ 50″ N, 4° 32′ 19″ E |                                    | lieu-dit La Forge |                           |                                                                                              | |
| Image manquante                                                              | Pont d'Ampilly-le-Sec (D 29A)                      | Ampilly-le-Sec                      |                              | Ampilly-le-Sec                         |                           | 47° 48′ 25″ N, 4° 32′ 47″ E |                                    | D 29A |                           |                                                                                              | |
| plus d'images                                                                | Pont Sully                                         | Chamesson                           |                              | Chamesson                              |                           | 47° 47′ 25″ N, 4° 32′ 29″ E |                                    | D 21D |                           |                                                                                              | inauguré au XVIIIe siècle |
| Image manquante                                                              | Pont du chemin du Bois Paris                       | Chamesson                           |                              | Chamesson                              |                           | 47° 46′ 59″ N, 4° 32′ 45″ E |                                    | chemin du Bois Paris |                           |                                                                                              | |
| Image manquante                                                              | Pont de Nod-sur-Seine (D 29C)                      | Nod-sur-Seine                       |                              | Nod-sur-Seine                          |                           | 47° 45′ 53″ N, 4° 34′ 14″ E |                                    | D 29C |                           |                                                                                              | |
| Image manquante                                                              | Pont de Nod-sur-Seine                              | Nod-sur-Seine                       |                              | Nod-sur-Seine                          |                           | 47° 45′ 42″ N, 4° 34′ 29″ E |                                    | lieu-dit Le Fourneau |                           |                                                                                              | |
|                                                                              | Pont d'Aisey-sur-Seine                             | Aisey-sur-Seine                     |                              | Aisey-sur-Seine                        |                           | 47° 45′ 04″ N, 4° 34′ 49″ E |                                    | D 29 |                           |                                                                                              | |
|                                                                              | Pont des Troubles                                  | Aisey-sur-Seine                     |                              | Aisey-sur-Seine                        |                           | 47° 44′ 53″ N, 4° 35′ 02″ E |                                    | D 971 |                           |                                                                                              | |
|                                                                              | Pont de Vaurois                                    | Brémur-et-Vaurois                   |                              | Brémur-et-Vaurois                      |                           | 47° 44′ 13″ N, 4° 36′ 03″ E |                                    | D 101 |                           |                                                                                              | |
|                                                                              | Pont de Chenecières                                | Chenecières                         |                              | Chenecières                            |                           | ?                           |                                    | |                           |                                                                                              | Saint-Marc-sur-Seine |
|                                                                              | Pont de Saint-Marc-sur-Seine                       | Saint-Marc-sur-Seine                |                              | Saint-Marc-sur-Seine                   |                           | 47° 42′ 39″ N, 4° 36′ 06″ E |                                    | |                           |                                                                                              | |
|                                                                              | Pont de Saint-Marc-sur-Seine                       | Saint-Marc-sur-Seine                |                              | Saint-Marc-sur-Seine                   |                           | 47° 42′ 06″ N, 4° 36′ 19″ E |                                    | |                           |                                                                                              | |
| Image manquante                                                              | Pont de Bellenod-sur-Seine                         | Bellenod-sur-Seine                  |                              | Saint-Marc-sur-Seine                   |                           | 47° 42′ 01″ N, 4° 36′ 28″ E |                                    | |                           |                                                                                              | |
| Image manquante                                                              | Pont de Bellenod-sur-Seine (D 901)                 | Bellenod-sur-Seine                  |                              | Bellenod-sur-Seine                     |                           | 47° 41′ 50″ N, 4° 37′ 32″ E |                                    | D 901 |                           |                                                                                              | |
| Image manquante                                                              | Pont de Bellenod-sur-Seine                         | Bellenod-sur-Seine                  |                              | Bellenod-sur-Seine                     |                           | 47° 41′ 42″ N, 4° 38′ 02″ E |                                    | |                           |                                                                                              | |
| Image manquante                                                              | Pont de Bellenod-sur-Seine                         | Bellenod-sur-Seine                  |                              | Bellenod-sur-Seine                     |                           | 47° 41′ 28″ N, 4° 38′ 51″ E |                                    | D 901 |                           |                                                                                              | |
| Image manquante                                                              | Pont de Cosne                                      | Cosne (hameau)                      |                              | Cosne (hameau)                         |                           | 47° 40′ 41″ N, 4° 40′ 10″ E |                                    | D 954 |                           |                                                                                              | |
| Image manquante                                                              | Pont de Quemigny-sur-Seine                         | Quemigny-sur-Seine                  |                              | Quemigny-sur-Seine                     |                           | 47° 39′ 42″ N, 4° 40′ 20″ E |                                    | D 101D |                           |                                                                                              | |
| Image manquante                                                              | Pont de Beaunotte                                  | Beaunotte                           |                              | Beaunotte                              |                           | 47° 40′ 43″ N, 4° 42′ 18″ E |                                    | |                           |                                                                                              | |
|                                                                              | Pont de Duesme                                     | Duesme                              |                              | Duesme                                 |                           | 47° 38′ 43″ N, 4° 41′ 04″ E |                                    | |                           |                                                                                              | |
| Image manquante                                                              | Pont de la voie de la Calmagne                     |                                     |                              |                                        |                           | ?                           |                                    | |                           |                                                                                              | |
| Image manquante                                                              | Pont d'Orret                                       | Orret                               |                              | Orret                                  |                           | 47° 35′ 29″ N, 4° 41′ 06″ E |                                    | D 114A |                           |                                                                                              | Moulin de la Forge |
|                                                                              | Pont d'Oigny                                       | Oigny                               |                              | Oigny                                  |                           | 47° 34′ 10″ N, 4° 42′ 31″ E |                                    | D 114B |                           |                                                                                              | |
|                                                                              | Pont de Billy-les-Chanceaux                        | Billy-lès-Chanceaux                 |                              | Billy-lès-Chanceaux                    |                           | 47° 32′ 49″ N, 4° 42′ 30″ E |                                    | |                           |                                                                                              | probablement deux |
| Image manquante                                                              | Pont de Courceau                                   | Chanceaux                           |                              | Chanceaux                              |                           | 47° 31′ 53″ N, 4° 41′ 42″ E |                                    | D 971 |                           |                                                                                              | |
| Image manquante                                                              | Pont de la rue de la fontaine du bois              | Chanceaux                           |                              | Chanceaux                              |                           | 47° 31′ 05″ N, 4° 42′ 28″ E |                                    | |                           |                                                                                              | rue Sainte-Anne ? |
| Image manquante                                                              | Pont de Source-Seine                               | Source-Seine                        |                              | Source-Seine                           |                           | 47° 30′ 13″ N, 4° 42′ 47″ E |                                    | D 103c |                           |                                                                                              | Moulin de Griande ? |
| Image manquante                                                              | Troisième pont sur la Seine                        | Source-Seine                        |                              | Source-Seine                           |                           |                             |                                    | |                           |                                                                                              | Pont caché dans la végétation dans le parc des sources                                                                                      |
| plus d'images                                                                | Pont Paul-Lamarche                                 | Source-Seine                        |                              | Source-Seine                           |                           | 47° 29′ 12″ N, 4° 43′ 00″ E |                                    | | 1970                      |                                                                                              | parc des sources |
| plus d'images                                                                | Premier pont sur la Seine                          | Source-Seine                        |                              | Source-Seine                           |                           | 47° 29′ 09″ N, 4° 43′ 01″ E |                                    | |                           |                                                                                              | Pont séparant la source du ruisseau qui en coule                                                                                            |
|                                                                              |                                                    |                                     |                              |                                        |                           |                             |                                    | |                           |                                                                                              | |